# تپه دینه سر
تپه دینه سر مربوط به عصر آهن است و در شهرستان گلوگاه، بخش مرکزی، دهستان توسکا چشمه، جنوب غرب روستای وزوار واقع شده و این اثر در تاریخ ۲۶ اسفند ۱۳۸۶ با شمارهٔ ثبت ۲۲۰۰۲ به‌عنوان یکی از آثار ملی ایران به ثبت رسیده است.